# WISE 1812+2721
WISE 1812+2721 (= WISE J181210.85+272144.3) is een in 2011 ontdekte bruine dwerg in het sterrenbeeld Hercules met magnitude van +18,19 en met een spectraalklasse van T8.5. De ster bevindt zich 33,1 lichtjaar van de zon.